# Geometry C
Geometry C — среднеразмерный электромобиль-кроссовер, выпускаемый китайской компанией Geely Automobile с 2019 года.

## Описание

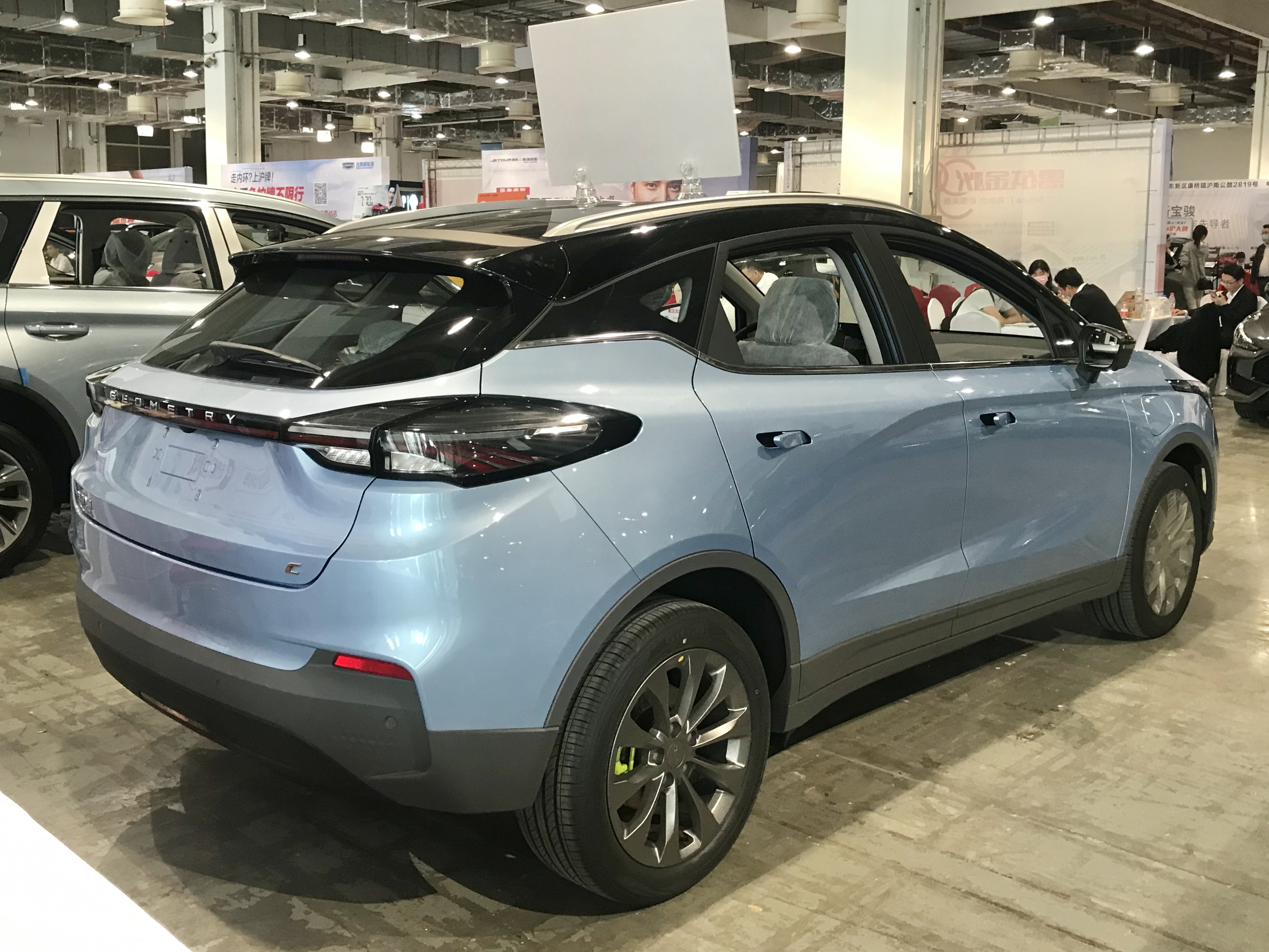
Вид сзади

За основу электромобиля Geometry C был взят автомобиль с двигателем внутреннего сгорания Geely Emgrand GS. Ёмкость аккумулятора — 53 или 70 кВт⋅ч. Автомобиль оснащён литий-ионным аккумулятором с климат-контролем. От 30 до 80% автомобиль заряжается за полчаса. Двигатель — Ni150Ex мощностью 200 л. с.